# Pećinci
Pećinci (in serbo Пећинци?; in ungherese Pecsince), è una città e una municipalità del distretto della Sirmia nel sud-ovest della provincia autonoma della Voivodina.

## Sport

### Calcio
La squadra principale della città è il Donji Srem.